# Tetragnatha foveata
Tetragnatha foveata este o specie de păianjeni din genul Tetragnatha, familia Tetragnathidae, descrisă de Karsch, 1891. Conform Catalogue of Life specia Tetragnatha foveata nu are subspecii cunoscute.